# Eucalyptus phenax
Eucalyptus phenax là một loài thực vật có hoa trong Họ Đào kim nương. Loài này được Brooker & Slee mô tả khoa học đầu tiên năm 1996.